# 第20回全日本女子サッカー選手権大会
第20回全日本女子サッカー選手権大会（だい20かいぜんにほんじょしさっかーせんしゅけんたいかい）は、1999年1月4日から1月17日にかけて行われた全日本女子サッカー選手権大会。日本女子サッカーリーグ（L・リーグ）参加10チームを含む20チームが参加した。
この大会をもってL・リーグから4チームが脱退（うち2チームが廃部）することになったが、そのうちのひとつである日興證券ドリームレディースが決勝に進出しプリマハムFCくノ一と対戦。同年の元日に行われた天皇杯全日本サッカー選手権大会での優勝をもって消滅となった横浜フリューゲルスと同様の結果もと思われたが0-1と惜敗し、第10回日本女子サッカーリーグでの優勝との二冠は果たせなかった。また鈴与清水FCラブリーレディースが3年連続の、田崎ペルーレFCが第11回大会以来2回目（母体となった神戸FCレディースを含めると5回目）の3位となった。廃部・脱退になった4チームのうち日興証券ドリームレディース以外はすべて日興証券ドリームレディースに敗退し最後の公式戦を戦ったことになった。

## 成績
- 優勝：プリマハムFCくノ一
- 準優勝：日興證券ドリームレディース
- 第3位：鈴与清水FCラブリーレディース、田崎ペルーレFC

## 出場チーム

### 日本女子サッカーリーグ
（第10回L・リーグ総合成績順）
- 日興證券ドリームレディース
- 読売西友ベレーザ
- プリマハムFCくノ一
- 宝塚バニーズレディースサッカークラブ
- 鈴与清水FCラブリーレディース
- 松下電器パナソニック バンビーナ
- 田崎ペルーレFC
- シロキFCセレーナ
- OKI FC Winds
- フジタサッカークラブ・マーキュリー

### 北海道地域
- 札幌リンダ

### 東北地域
- YKK東北女子サッカー部フラッパーズ

### 関東地域
- 横須賀シーガルズ
- 日本体育大学女子サッカー部

### 北信越地域
- 富山レディース

### 東海地域
- 清水第八スポーツクラブ

### 関西地域
- 松下電器パナソニック ラガッツァ

### 中国地域
- スクランブルFCキートス

### 四国地域
- ソシオス･アミーゴ

### 九州地域
- 福岡ファーストレディーイレブン

## 開催方式

### 試合規定
- 試合時間
  - 1、2回戦:80分（40分ハーフ）
  - 準々決勝以降:90分（45分ハーフ）
- 規定時間内に決しない場合は20分（10分ハーフ）の延長戦（Vゴール方式）→決しない場合はPK戦

### 試合会場
1回戦
- 防府市陸上競技場（現・周南市陸上競技場）
- 静岡県営草薙球技場
- 群馬県立敷島公園サッカー・ラグビー場
- 七城町運動公園サッカー場

2回戦
- 防府市陸上競技場
- 日本平スタジアム
- 群馬県立敷島公園サッカー・ラグビー場
- 七城町運動公園サッカー場

準々決勝
- 広島県総合グランドメインスタジアム
- 東平尾公園博多の森球技場

準決勝
- 国立西が丘サッカー場

決勝
- 国立霞ヶ丘競技場陸上競技場

## 結果

### 1回戦
| 1999年1月5日 13:00 |

| スクランブルFCキートス | 0 - 5 | フジタサッカークラブ・マーキュリー |
|                        |       |                                    |

| 防府市陸上競技場 |

| 1999年1月4日 13:00 |

| 横須賀シーガルズ | 1 - 2 | YKK東北女子サッカー部フラッパーズ |
|                  |       |                                   |

| 静岡県営草薙球技場 |

| 1999年1月4日 13:00 |

| 清水第八スポーツクラブ | 0 - 2 | OKI FC Winds |
|                        |       |              |

| 群馬県立敷島公園ラグビー・サッカー場 |

| 1999年1月4日 13:00 |

| 松下電器パナソニック ラガッツァ | 7 - 1 | 札幌リンダ |
|                                 |       |            |

| 七城町運動公園サッカー場 |

### 2回戦
| 1999年1月7日 13:00 |

| 日興證券ドリームレディース | 1 - 0 | フジタサッカークラブ・マーキュリー |
|                            |       |                                    |

| 防府市陸上競技場 |

| 1999年1月7日 11:00 |

| ソシオス･アミーゴ | 0 - 6 | シロキFCセレーナ |
|                   |       |                  |

| 防府市陸上競技場 |

| 1999年1月6日 11:00 |

| 鈴与清水FCラブリーレディース | 11 - 0 | 富山レディース |
|                              |        |                |

| 日本平スタジアム |

| 1999年1月6日 13:00 |

| YKK東北女子サッカー部フラッパーズ | 0 - 4 | 宝塚バニーズレディース サッカークラブ |
|                                   |       |                                       |

| 日本平スタジアム |

| 1999年1月6日 13:00 |

| 読売西友ベレーザ | 5 - 1 | OKI FC Winds |
|                  |       |              |

| 群馬県立敷島公園ラグビー・サッカー場 |

| 1999年1月6日 11:00 |

| 日本体育大学女子サッカー部 | 0 - 4 | 田崎ペルーレFC |
|                            |       |                |

| 群馬県立敷島公園ラグビー・サッカー場 |

| 1999年1月6日 11:00 |

| 松下電器パナソニック バンビーナ | 16 - 0 | 福岡ファーストレディーイレブン |
|                                 |        |                                |

| 七城町運動公園サッカー場 |

| 1999年1月6日 13:00 |

| 松下電器パナソニック ラガッツァ | 1 - 7 | プリマハムFCくノ一 |
|                                 |       |                    |

| 七城町運動公園サッカー場 |

### 準々決勝
| 1999年1月10日 13:00 |

| 日興證券ドリームレディース | 3 - 0 | シロキFCセレーナ |
|                            |       |                  |

| 広島県総合グランドメインスタジアム |

| 1999年1月10日 11:00 |

| 鈴与清水FCラブリーレディース | 3 - 1 | 宝塚バニーズレディース サッカークラブ |
|                              |       |                                       |

| 広島県総合グランドメインスタジアム |

| 1999年1月10日 13:00 |

| 読売西友ベレーザ | 1 - 2 | 田崎ペルーレFC |
|                  |       |                |

| 東平尾運動公園博多の森球技場 |

| 1999年1月10日 11:00 |

| 松下電器パナソニック バンビーナ | 0 - 3 | プリマハムFCくノ一 |
|                                 |       |                    |

| 東平尾運動公園博多の森球技場 |

### 準決勝
| 1999年1月15日 13:00 |

| 日興證券ドリームレディース | 1 - 1 (延長) | 鈴与清水FCラブリーレディース |
|                            |              |                              |
|                            | PK戦         |                              |
|                            | 4 - 1        |                              |

| 国立西が丘サッカー場 |

| 1999年1月15日 11:00 |

| 田崎ペルーレFC | 0 - 2 | プリマハムFCくノ一 |
|                |       |                    |

| 国立西が丘サッカー場 |

### 決勝
| 1999年1月17日 13:00 |

| 日興證券ドリームレディース | 0 - 1 | プリマハムFCくノ一 |
|                            |       |                    |

| 国立霞ヶ丘陸上競技場 |